# Didymodon epunctatus
Didymodon epunctatus är en bladmossart som beskrevs av Georg Friedrich von Jaeger 1873. Didymodon epunctatus ingår i släktet lansmossor, och familjen Pottiaceae. Inga underarter finns listade i Catalogue of Life.